# Pontus Jansson
Pontus Sven Gustav Jansson (Arlöv, 13 de fevereiro de 1991) é um futebolista sueco que atua como zagueiro. Atualmente defende o Malmö.

## Carreira
Pontus Jansson esteve nos elencos da Seleção Sueca que disputou a Eurocopa de 2016, Eurocopa de 2020 e Copa do Mundo de 2018.